# ZYYG
ZYYG(ジーグ 지그[*])는 1993년 타카야마 세이키 (보컬)와, 쿠리바야시 세이이치로 (베이스)로 결성된 일본의 음악 유닛이다. 이 둘의 구성에 우츠모토 나오키 (DEEN) 등 서포트 멤버가 붙으며 활동했으나, 타카야마와 쿠리바야시의 음악적 차이가 생겨 1994년경 쿠리바야시가 탈퇴한다.
쿠리바야시가 탈퇴하기 전 고토 코지 (기타)와 후지모토 켄이치 (드럼)이 영입되었으며, 탈퇴한 이후 카토 나오키 (베이스)가 추가로 영입되며 4명으로 구성되었다. 이들은 "제2기 ZYYG"라고 불렸으며, 록 밴드의 성격을 띄었다. 이들은 1999년까지 활동했고 그 해에 해산했다.
2006년 2월, 제2기 멤버들이 다시 모여 마지막 라이브 공연을 열었다.